# Râul Gâlma, Ialomicioara
Râul Gâlma este un curs de apă, afluent al râului Ialomicioara. 